# Трешем, Томас
Сэр Томас Трешем (1543 — 11 сентября 1605) — католический политик — рекузант периода конца правления династии Тюдоров и начала правления Стюартов.
Томас Трешем был сыном Джона Трешема (ум. 27 мая 1546 года) и его жены Элеанор Кейтсби, дочери Энтони Кейтсби. Унаследовав в возрасте 15 лет обширное состояние своего деда, также Томаса Трешема (ум. в 1559 году), он получил хорошее образование и занял положение в высших кругах общества. Он был знаком с Уильямом Сесилом, государственным секретарём при королеве Елизавете, и сэром Кристофером Хаттоном, лордом-канцлером. В 1573 году он занимал пост главного шерифа Нортгемптона и был посвящён в рыцари во время англ. Queen's Royal Progress в Кенилворте в 1575 году. Сэр Томас вёл расточительный образ жизни, нередко устраивая развлечения для множества своих друзей и знакомых. Сэр Томас обратился в католичество в 1580 году, после чего потерял расположение при дворе.
Вскоре после обращения Трешем, вместе с лордом Воксом, сэром Уильямом Кейтсби и другими предстал перед Звёздной палатой по обвинению в предоставлении убежища иезуиту Эдмунду Кэмпиону. Суд состоялся 15 ноября 1581 года, которого он ожидал во Флитской тюрьме, которою он покинул только в 1593 году. Точная хронология его тюремных заключений не известна. Возможно, он был в тюрьме также в 1599 году.
Его католицизм стал для него источником не только проблем, но и расходов. В это время, когда королева была озабочена угрозами со стороны Испании и своей кузины Марии Стюарт, католики-нонконформисты подвергались гонениям. Каждый месяц в течение 20 лет он платил £20 за отказ ходить в протестантскую церковь. С 1581 по 1605 год Трешем выплатил в общей сложности £8,000 штрафов. Эти расходы заставили его наделать долгов, составлявших на момент его смерти £11,000, которые никогда не были выплачены.
Трешем построил три примечательных здания в Нортгемптоншире: треугольный дом, близ Раштона, незаконченный летний дом и здание рынка в Ротвелле, завершённое 3 столетия спустя.
В браке с Мериел Трокмортон, дочерью сэра Роберта Трокмортона из Уорикшира, у Томаса Трешема было десять детей. Его старший сын Фрэнсис (ок. 1567 — 23 декабря 1605 года) известен как участник Порохового заговора. Три его дочери вышли замуж за представителей титулованной аристократии.
После осуждения Фрэнсиса семейные владения были конфискованы и семейство Трешем обеднело. Второй сын Томаса, Льюис, был получил титул баронета, но умер в долгах. Другой сын, Уильям, командовал войсками во Фландрии под командованием принца Оранского, но тоже не разбогател. Титул наследовал сын Люиса, Уильям. Он также умер в долгах после 1651 года, не оставив потомства. Потомком Трешема был британский полководец, участник Крымской войны граф Кардиган, командовавший лёгкой кавалерией в сражении при Балаклаве.